# Pseudisidora
Pseudisidora is een geslacht van weekdieren uit de klasse van de Gastropoda (slakken).

## Soorten
- Pseudisidora reticulata (Gould, 1847)
- Pseudisidora rubella (Lea, 1841)